# Trường Trung học phổ thông chuyên Tiền Giang
Trường Trung học phổ thông chuyên Tiền Giang (tiếng Anh: Tien Giang High School for the Gifted) là một trường trung học phổ thông công lập của tỉnh Tiền Giang (nay là tỉnh Đồng Tháp). Trường được chính thức thành lập vào năm 1995 và là "đầu tàu" của tỉnh cả về chất lượng giáo dục lẫn các phong trào đoàn thể. Trường có nhiệm vụ đào tạo đội ngũ học sinh giỏi; có kiến thức toàn diện về các môn văn hóa cơ bản và giỏi một môn chuyên; đủ năng lực học lên Đại học và các bậc học cao hơn; trở thành nguồn nhân lực chất lượng cao, đáp ứng nhu cầu công nghiệp hóa, hiện đại hóa cho tỉnh nhà, khu vực đồng bằng sông Cửu Long và cả Nam bộ.

## Lịch sử
Trường Trung học phổ thông chuyên bắt đầu hoạt động từ 1992 trên cơ sở vật chất ban đầu là trường CĐSP Tiền Giang (tiền thân).
Ngày 20/10/1995 Ủy ban nhân dân tỉnh Tiền Giang ký quyết định số 1663/QĐ-UB chính thức thành lập Trường Trung học phổ thông Chuyên Tiền Giang. Ban đầu, Hội đồng Sư phạm gồm có 53 giáo viên-công nhân viên; Chi bộ có 4 Đảng viên.
Những năm học đầu tiên, nhà trường phải đối mặt với nhiều khó khăn: cơ sở vật chất thiếu thốn; qui chế trường Chuyên, chương trình giảng dạy lớp Chuyên, đội tuyển chưa được Bộ Giáo dục và Đào tạo ban hành...
Để nhanh chóng ổn định và phát triển, Chi bộ cùng Ban giám hiệu đã phát huy sức mạnh tập thể; biết phân công hợp lý; biết rút kinh nghiệm kịp thời; xây dựng các tổ chuyên môn mạnh; thống nhất qui chế làm việc, chú trọng nâng cao chất lượng dạy và học...
Đến năm 2010, Hội đồng sư phạm có 75 người; Chi bộ có 18 Đảng viên.
Nhiều năm liền, Trường đạt danh hiệu Cơ quan an toàn, Trường tiên tiến cấp tỉnh. Riêng năm học 2003–2004, trường được Ủy ban nhân dân Tỉnh tặng Cờ thi đua xuất sắc.

## Biểu tượng
Biểu tượng của trường là cánh buồm đỏ căng gió trên con thuyền mang tên Chuyên lướt trên sông Tiền với ý nghĩa: "Cánh buồm đỏ đầy hứa hẹn sẽ đưa học sinh trường Chuyên Tiền Giang đến những chân trời rộng mở của Kiến thức và Tương lai. "

## Khuôn viên trường
Trường Trung học phổ thông Chuyên Tiền Giang bao gồm 3 dãy phòng học A, B, C với tổng số 21 phòng học (mỗi khối gồm 8 lớp chuyên và 1 lớp không chuyên), 6 khu ký túc xá cung cấp chỗ ở cho hơn 300 học sinh, 2 phòng máy tính, 6 phòng thực hành, 1 phòng truyền thống, 9 phòng bộ môn, 1 hội trường lớn, 1 hội trường nhỏ, 1 nhà thi đấu đa năng, 1 sân tennis, 1 hồ bơi, 1 sân bóng đá... Thư viện có trang bị máy tính, khu tự học và kho sách cập nhật thường xuyên.

## Chương trình đào tạo

### Academic curriculum
Chương trình đào tạo của trường dựa theo hệ phổ thông 3 năm 10–11–12... theo hình thức phân ban, được chia ra làm 8 lớp chuyên (Ngữ văn, Toán học, Tin học, Vật lý, Hóa học, Sinh học, Tiếng Anh, Địa lý) và 1 lớp không chuyên. Kể từ năm 2023, trường ngưng tuyển sinh lớp không chuyên theo thông tư mới quy định của Bộ Giáo dục và Đào tạo và tăng thêm 1 lớp chuyên Toán học và 1 lớp chuyên Tiếng Anh. Kể từ năm 2024, trường tiếp tục mở rộng tuyển sinh thêm 1 lớp chuyên Sinh học và 1 lớp chuyên Hóa học. Sĩ số mỗi lớp chuyên là 35 học sinh, lớp không chuyên 45 học sinh. Ngoài các môn cơ bản do Bộ Giáo dục và Đào tạo quy đinh, học sinh các lớp chuyên còn được tiếp cận kiến thức nâng cao để có thể tham gia các kì thi học sinh giỏi của tỉnh, khu vực, quốc gia và quốc tế. Cuối mỗi học kì, những học sinh có thành tích cao trong học tập và có hạnh kiểm tốt sẽ được nhận học bổng của nhà trường.

### Hoạt động ngoại khóa
Trường Chuyên thường xuyên tham gia tích cực các phong trào của tỉnh, của Đoàn Thanh niên Cộng sản Hồ Chí Minh. Bên cạnh đó, trường còn tổ chức các chương trình văn nghệ mừng Đảng mừng Xuân, cắm trại 26/3, tham quan các trường Đại học, Hội thao ký túc xá, Về nguồn, Du khảo Bến Tre, Tư vấn tuyển sinh Đại học, Cao đẳng, sinh hoạt ngày Quốc tế Phụ nữ...

## Giáo viên
Đến năm 2010, trường có 5 giáo viên ngạch Trung học cao cấp, 12 Thạc sĩ, 6 giáo viên đang học Cao học, 01 đang chuẩn bị bảo vệ luận án Tiến sĩ cấp Nhà nước và nhiều giáo viên đang ôn tập, chuẩn bị thi Cao học, 2 giáo viên Tiến sĩ.
Trường có 5 giáo viên được công nhận Nhà giáo ưu tú, 21 giáo viên được tặng Huy chương Vì sự nghiệp Giáo dục, 4 giáo viên nhận Bằng khen của Thủ tướng Chính phủ; 3 giáo viên và 2 tổ chuyên môn được Bằng khen của Bộ Giáo dục và Đào tạo.

## Tuyển sinh
Trường Trung học phổ thông Chuyên Tiền Giang thông báo cụ thể về việc tuyển sinh vào tháng 5 hàng năm tại website chính thức của trường, website của Sở Giáo dục và Đào tạo tỉnh Tiền Giang Lưu trữ ngày 12 tháng 6 năm 2010 tại Wayback Machine và trên Đài truyền hình Tiền Giang với nội dung cơ bản gồm: các lớp dự tuyển, môn thi, điều kiện dự tuyển, hồ sơ dự tuyển, điều kiện trúng tuyển, thời gian phát hành và nộp hồ sơ dự thi, lịch thi, địa chỉ liên hệ.

## Thành tích
Mặc dù được xếp vào loại trung học phổ thông chuyên nhưng trường Trung học phổ thông Chuyên Tiền Giang luôn duy trì hệ thống giáo dục toàn diện theo yêu cầu của Bộ Giáo dục và Đào tạo, tránh tình trạng dạy lệch, học lệch. Nhờ vậy mà trường luôn đạt tỉ lệ tốt nghiệp trung học phổ thông 100%, 
| Năm  | 2007 | 2008 | 2009 |
| ---- | ---- | ---- | ---- |
| Hạng | 36   | 46   | 48   |

Theo thống kê của Cục Công nghệ Thông tin Bộ Giáo dục và Đào tạo từ năm 2007 đến năm 2009, trường Trung học phổ thông Chuyên Tiền Giang luôn nằm ở thứ hạng cao trong top 200 trường trung học phổ thông có điểm thi Đại học, Cao đẳng cao nhất. Do đó, trường Trung học phổ thông Chuyên Tiền Giang là trường duy nhất trong tỉnh Tiền Giang có sáu học sinh được nhận học bổng của trường Đại học FPT Thành phố Hồ Chí Minh vào năm 2009; mỗi phần học bổng có giá trị 9.900 USD kèm theo khoá học tiếng Anh dự bị tại trường Đại học FPT.
Đội tuyển học sinh giỏi, đại diện cho tỉnh Tiền Giang, luôn là một trong các đội mạnh của khu vực đồng bằng sông Cửu Long. Đặc biệt, năm học 1999-2000, em Trương Quang Huy đạt giải Nhất kỳ thi học sinh giỏi cấp Quốc gia môn Sinh, được tham dự kỳ thi Olympic Sinh học Quốc tế International Biology Olympiad (7/2000). Em xuất sắc đạt huy chương Vàng, xếp hạng 7 trong tổng số 156 học sinh các nước đến dự thi, là huy chương vàng Olympic Sinh học, học sinh đầu tiên đem về huy chương Vàng môn Sinh học cho Việt Nam.
Hàng năm, có trên 80% học sinh đậu vào các trường Đại học hệ chính quy. Một số đậu thủ khoa, á khoa các trường; một số được cấp học bổng du học sang Nga, Úc, Singapore; một số đang làm luận văn Thạc sĩ, luận án Tiến sĩ trong và ngoài nước.

### Đường lên đỉnh Olympia
| Tên khai sinh        | Năm Olympia | Tuần                 | Tháng                | Quý                  | Năm                  |
| -------------------- | ----------- | -------------------- | -------------------- | -------------------- | -------------------- |
| Trần Tôn Kim Cúc     | Olympia 2   | Giải nhất - 280 điểm | Giải nhì - 100 điểm  |                      |                      |
| Lê Hải An            | Olympia 2   | Giải nhì - 120 điểm  |                      |                      |                      |
| Cao Hòa Tân          | Olympia 2   | Giải nhất - 260 điểm | Giải nhì - 200 điểm  |                      |                      |
| Ngô Trần Khánh Vân   | Olympia 5   | Giải ba - 140 điểm   |                      |                      |                      |
| Nguyễn Phước Vinh    | Olympia 7   |                      |                      |                      |                      |
| Huỳnh Ngọc Đan Thanh | Olympia 9   | Giải nhì - 190 điểm  | Giải ba - 95 điểm    |                      |                      |
| Đào Phú Trung        | Olympia 11  | Giải ba - 170 điểm   |                      |                      |                      |
| Nguyễn Trọng Nhân    | Olympia 14  | Giải Nhì - 220 điểm  | Giải Nhất - 330 điểm | Giải Nhất - 260 điểm | Giải Nhất - 260 điểm |
| Nguyễn Võ Hữu Thức   | Olympia 15  | Giải ba - 180 điểm   |                      |                      |                      |
| Nguyễn Anh Cát Tường | Olympia 17  | Giải nhì - 260 điểm  | Giải nhất - 225 điểm | Giải ba - 65 điểm    |                      |
| Võ Thành Trung       | Olympia 19  | Giải nhất - 400 điểm | Giải ba - 150 điểm   |                      |                      |
| Nguyễn Hồ Tiến Đạt   | Olympia 20  | Giải nhì - 270 điểm  |                      |                      |                      |
| Trần Tuấn Khoa       | Olympia 21  | Giải nhì - 180 điểm  |                      |                      |                      |
| Nguyễn Võ Ngọc Hân   | Olympia 22  | Giải ba - 40 điểm    |                      |                      |                      |
| Trần Đăng Khoa       | Olympia 23  | Giải nhất - 310 điểm | Giải nhất - 260 điểm | Giải nhì - 220 điểm  |                      |
| Nguyễn Huy Hoàng     | Olympia 24  | Giải ba - 150 điểm   |                      |                      |                      |